# Nusa Bali
Nusa Bali is een bestuurslaag in het regentschap Ogan Komering Ulu van de provincie Zuid-Sumatra, Indonesië. Nusa Bali telt 1463 inwoners (volkstelling 2010).